# Aditya Jagtap
 Aditya Jagtap (en marathi et en hindi : आदित्य जगताप), né le 7 mai 1992 à Ahmadnagar, est un joueur professionnel de squash représentant l'Inde. Il atteint en août 2021 la 61e place mondiale sur le circuit international, son meilleur classement.

## Biographie
Il est étudiant à l'Université Cornell et est actif dans le squash universitaire.
Il se qualifie pour les championnats du monde 2020-2021 et s'incline au premier tour face à Miguel Ángel Rodríguez.